# Simon Renucci
Simon Renucci (Cozzano, Còrsega del Sud, 29 de març de 1945) és un polític cors.
Doctor en pediatria, el 1997 debutà en política en enfrontar-se electoralment a les eleccions legislatives a Còrsega al candidat de la UDF José Rossi. Després fou elegit conseller general i després conseller de l'Assemblea de Còrsega. El 2001, es presentà a les eleccions municipals d'Ajaccio, on la dreta hi domina des de fa mig segle. Fou elegit diputat el 16 de juny del 2002, durant la XIIa legislatura (2002-2007), per la circumscripció de Còrsega del Sud. Antic membre del PS, fundador del Mouvement Corse Social-Démocrate (MCSD), es va integrar en el grup socialista.
El març de 2008, fou reelegit alcalde d'Ajaccio amb el 66% dels vots. Dos candidats de dreta se li havien enfrontat: Paul Ruault, candidat d'UMP (amb el 20,19% dels vots) i Philippe Cortey (només amb el 13,44% dels vots).

## Mandats
- 16/03/1998 - 10/07/2002 : membre de l'Assemblea de Còrsega
- 23/03/1998 - 17/04/2001 : membre del consell general de la Còrsega del Sud
- 24/09/2000 - 18/03/2001 : membre del consell municipal d'Ajaccio (Còrsega del Sud)
- 16/06/2002: diputat de la primera circumscripció de Còrsega del Sud (mandat renovat el 17 juny 2007)

Mandats locals a 16/06/2002 :
- Alcalde d'Ajaccio, Còrsega del Sud
- President de Communauté d'agglomération du Pays Ajaccien